# Patrimonialismo
Patrimonialismo ou Estado patrimonial (Patrimonialstaat) é uma forma de organização política onde a autoridade estatal é fundamentada principalmente no poder pessoal exercido pelo governante (ou corporação) sobre suas propriedades. Foi comum tanto nas monarquias quanto nas repúblicas pré-modernas.
O termo foi cunhado pelo sociólogo alemão Max Weber, referindo-se à característica de um Estado sem distinções entre os limites do público e os limites do privado.
No Ocidente tal postura se reconsolidou no contexto das Invasões Bárbaras. Apesar dos romanos, a partir de César Augusto, terem restaurado um estranho tipo monarquia de características mistas, o Império ainda dispunha de instituições que subjugavam os interesses pessoais dos cidadãos aos do Senado. Os germânicos, que aos poucos foram dando forma ao império decadente, tinham, tais como os Reis de Roma, o patrimonialismo como característica, onde o reino e suas riquezas eram transmitidas hereditariamente.

## Restauração
A obra Restauration der Staatswissenschaft (Restauração da Ciência do Estado) do jurista suíço Karl Ludwig von Haller é a principal obra teórica do patrimonialismo. Batizou o período da Restauração após as Guerras Napoleônicas e foi amplamente utilizada — principalmente na Alemanha, França e Itália — para a defesa da legitimidade dinástica, dos senhorios territoriais e das autonomias das repúblicas (municípios e cidades-Estado) frente ao liberalismo. Seus adeptos são geralmente ligados a grupos tradicionalistas e conservadores (ver também conservadorismo socialista, de cunho reacionário), como os carlistas e miguelistas.
De fato, tudo fica claro, todas as dúvidas se dissipam, no momento em que se parte da verdadeira natureza de um príncipe, um poder à sua parte, e seus direitos pessoais. É fácil conceber, portanto, que tal senhor territorial e independente — cujo poder e liberdade baseiam-se em domínios, posses e rendimentos livres de toda dependência — seja também o mestre da alienação dessa propriedade.

Consequentemente, o poder e a independência dela derivados — seja no todo ou em parte, como vendas, trocas, renúncias voluntárias, doações, casamentos, heranças, etc. — é praticado em todos os momentos sem qualquer oposição [de superiores]. Pois por tais atos os príncipes não alienam, transmitem ou trocam os direitos alheios, mas apenas seus direitos pessoais. Eles não vendem os povos, muito menos os indivíduos simples (que sem dúvida não são mercadorias), mas transmitem apenas seus próprios domínios, suas casas, suas posses, seus rendimentos e prazeres de toda espécie, com a autoridade que deles é inseparável. Em outras palavras, com os direitos e deveres inerentes a esta posse.
Os habitantes desses domínios não perdem nada nesse tipo de mudança. Nada é tirado deles; sua condição não é deteriorada. Portanto, eles não têm o direito de reclamar. O novo possuidor de um senhorio soberano, como o de uma senhoria peculiar, apenas sucede à propriedade direitos e relações do antigo senhor. Ele não pode adquirir mais do que [o anterior] possuía. Os soberanos, por sua vez, só podem transmitir o que é deles e, de fato, nunca transmitiram outra coisa.

Assim, vejamos que sempre que os antigos tratados de paz estipulavam a cessão de certas províncias, bem como nos atos de venda e permuta de um principado soberano, eram expressamente reservados os direitos naturais e adquiridos dos súditos; que muitas vezes recomendavam a continuação de certos atos de bondade, de certos costumes favoráveis; e que, além disso, o novo príncipe concedeu aos súditos todo tipo de facilidades, a fim de atender não apenas aos seus direitos rigorosos, mas também ao seu apego pessoal a tal ou qual príncipe. Os súditos, os habitantes do país cedido, continuam livres como antes, e não são escravos vendidos, como sugere o filosofista. E desde quando um homem deve ser [considerado] escravo porque o solo que habita muda de dono, ou que, permanecendo o dono do solo, devemos dar a João o que devemos a Tiago?— Karl Ludwig von Haller

## No Brasil
O conceito foi importado para o Brasil com uma conotação diferente, ganhando uma nota pejorativa. Conforme André Botelho, "Weber usava o conceito para contrastar com outras formas de dominação. E no Brasil, o patrimonialismo passou a ser um conceito normativo, como se ele definisse substantivamente uma realidade".
Raymundo Faoro é conhecido por ter aplicado a noção de patrimonialismo no Brasil.
O patrimonialismo foi implantado no Brasil pelo Estado colonial português quando o processo de concessão de títulos, de terras e poderes quase absolutos aos senhores de terra legou à posteridade uma prática político-administrativa em que o público e o privado não se distingue perante as autoridades. Assim, torna-se "natural" desde o período colonial (1500–1822), perpassando pelo período Imperial (1822–1889) e chegando mesmo à República Velha (1889–1930) a confusão entre o público e o privado.

### Patrimonialismo fora do Estado
O conceito não se aplica somente ao Estado. É usado também para se referir a atitudes privadas.  Por exemplo, existe uma grande aceitação da perturbação do sossego pela população.  Alberto Carlos Almeida, no livro A Cabeça do Brasileiro (2007), comprova a tese dos sociólogos e antropólogos de que a sociedade brasileira é patrimonialista por meio de uma pesquisa de opinião feita com a população. Os resultados mostram que apenas 48% da população concorda que "quem dá uma festa com som alto não se preocupa com os vizinhos", e que 49% concordam que "se alguém se sente incomodado pelo vizinho, o melhor é não reclamar." Nota-se o uso do público como privado.

### Aplicações
O patrimonialismo foi aplicado pelo sociólogo Sérgio Buarque de Holanda, em Raízes do Brasil, para explicar a diferença entre a administração patrimonial e a burocrática no Brasil:
No Brasil, onde imperou, desde tempos remotos, o tipo primitivo da família patriarcal, o desenvolvimento da urbanização [...] ia acarretar um desequilíbrio social, cujos efeitos permanecem vivos até hoje.

Não era fácil aos detentores das posições públicas de responsabilidade, formados por tal ambiente, compreenderem a distinção fundamental entre os domínios do privado e do público. Assim, eles se caracterizam justamente pelo que separa o funcionário "patrimonial" do puro burocrata conforme a definição de Max Weber. Para o funcionário "patrimonial", a própria gestão política apresenta-se como assunto de seu interesse particular; as funções, os empregos e os benefícios que deles aufere relacionam-se a direitos pessoais do funcionário e não a interesses objetivos, como sucede no verdadeiro Estado burocrático, em que prevalecem a especialização das funções e o esforço para se assegurarem garantias jurídicas aos cidadãos. A escolha dos homens que irão execer funções públicas faz-se de acordo com a confiança pessoal que mereçam os candidatos, e muito menos de acordo com as suas capacidades próprias. Falta a tudo a ordenação impessoal que caracteriza a vida no Estado burocrático. O funcionalismo patrimonial piode, com a progressiva divisão das funções e com a racionalização, adquirir traços burocráticos. Mas em sua essência ele é tanto mais diferente do burocrático, quanto mais caracterizados estejam os dois tipos.

No Brasil, pode dizer-se que só excepcionalmente tivemos um sistema administrativo e um corpo de funcionários puramente dedicados a interesses objetivos e fundados nesses interesses. Ao contrário, é possível acompanhar, ao longo de nossa história, o predomínio constante das vontades particulares que encontram seu ambiente próprio em círculos fechados e pouco acessíveis a uma ordenação impessoal. Dentre esses círculos, foi sem dúvida o da família aquele que se exprimiu com mais força e desenvoltura em nossa sociedade. E um dos efeitos decisivos da supremacia incontestável, absorvente, do núclero familiar [...] está em que as relações que se criam na vida doméstica sempre forneceram o modelo obrigatório de qualquer composição social entre nós. [...]— Holanda, Sérgio Buarque de (2016). «O homem cordial». Raízes do Brasil. [S.l.]: Companhia das Letras
Victor Nunes Leal, em seu clássico "Coronelismo: enxada e voto" trabalha de modo magistral o patrimonialismo no Brasil. Para este autor, a medida que o poder público ia se afirmando sobre o poder privado, e o Estado imperial ganhava força e podia prescindir da "muleta" dada pelos latifundiários e senhores de terras, este mesmo Estado teria extralegalmente tolerado que o fazendeiro (o chamado "coronel") embarcasse na "canoa" do Estado moderno; em troca da "força moral" (dos votos) dos coronéis fazendeiros, o Estado brasileiro continuou, embora ilegalmente, homologando os poderes formais e informais destas figuras. Já os fazendeiros, "perdendo os anéis para conservar os dedos", souberam adaptar-se aos novos tempos, e embarcaram quase incólumes na "canoa sem remo" da república. O legado do poder privado, mesmo hoje, ainda sobrevive dentro da máquina governamental com o uso e presença do "jeitinho brasileiro", quando a maioria dos políticos veem o cargo público que ocupam como uma "propriedade privada" sua, ou de sua família, em detrimento dos interesses da coletividade.
O patrimonialismo como traço histórico da sociedade brasileira permanece na crença de que o poder político é a via de acesso ao poder econômico.

### Críticas à noção de patrimonialismo no Brasil
Em seu A Elite do Atraso, o sociólogo Jessé Souza critica a noção de patrimonialismo aplicada no Brasil, que para ele seria anacrônica. Para isso, Souza retoma a ideia de Weber, segundo a qual a diferenciação das esferas sociais (ou "esferas da vida", como Weber preferia chamá-las), como economia, política e direito, é característico da modernidade. Por exemplo, só quando a economia se liberta da Igreja, que condena a usura, é que a economia pode ser desenvolvida como esfera própria, com seus próprios valores; o direito autônomo precisa se separar da esfera da política garantindo procedimentos formais para que o direito do mais forte não prevaleça, e assim por diante. Enfim, Souza argumenta que o patrimonialismo, para Weber, tem a impossibilidade de diferenciação das esferas sociais típica da Idade Média como pressuposto, já que o patrimonialismo é uma variação do tipo de dominação tradicional.
Entre 1930 e 1980, o Brasil foi um dos países de maior crescimento econômico no mundo, logrando construir um parque industrial significativo sem paralelo na América Latina. Como se pode exibir tamanho dinamismo econômico em um contexto como o do patrimonialismo, que pressuporia indiferenciação da esfera econômica e, portanto, a ausência de pressupostos indispensáveis, e ausência de estímulos duradouros de toda espécie à atividade e econômica?— Souza, Jessé (30 de janeiro de 2019). A elite do atraso: Da escravidão a Bolsonaro (EDIÇÃO REVISTA E AMPLIADA). [S.l.]: Estação Brasil. p. 216
Souza acredita que Raymundo Faoro transportou indevidamente uma ideia que se aplica no mundo medieval para a modernidade. Para Souza, o núcleo explicativo da formação brasileira não é uma continuidade com Portugal e seu patrimonialismo, mas a escravidão.

#### Críticas à crítica
A crítica de Souza, porém, foi rebatida por sociólogos, que desaprovavam o que eles consideraram uma leitura muito rígida de Weber, não levando em conta a plasticidade com que o conceito de patrimonialismo é empregado pelo sociólogo alemão.